# San Fernando-Bahía Sur
San Fernando-Bahía Sur – stacja kolejowa w San Fernando, w Andaluzji, w Hiszpanii. Od jesieni 2007 jest centralnym dworcem San Fernando.
Na stacji zatrzymują się pociągi linii C-1 w Cercanías Cádiz, Media Distancia Renfe i pociągi długodystansowe.

## Historia
W 1992 zostało zbudowane centrum handlowym w San Fernando i hoteli w Bahía Sur na terenie solnym. Duży wzrost znaczenia publicznego doprowadziły do wstrzymania budowy linii C-1 Cercanías Cádiz z nazwą Bahía Sur, położona na południe od Isla de León obok komercyjnych obszaru o tej samej nazwie.
10 lat później, kiedy przeprowadzono kolej z Kadyksu jako pierwszy krok na drodze do powielania i poprawy układu z linii Sewilla-Kadyks, podniósł się z wykonania w San Fernando stacji głównej dla miasta. W ten sposób rozpoczął wykupowanie ziemi wokół Bahía Sur, by zbudować nową stację i zastąpić stacją San Fernando i zatrzymywać pociągi średniej odległości, i głównych linii.
Prace te polegały na rzuceniu estakady nad CA-33 i budowie nowej, która daje dostęp do nowego górnego holu dworca, tak, że pozostawiając tym samym można dotrzeć również do centrum miasta lub dzielnicy komercyjnej.
Nowa hala została otwarta częściowo na drogach dojazdowych 1 i 3 w kwietniu 2007, dodając do oddania do użytku 2 tor w lipcu 2007, a w październiku 2007 został wprowadzony na stację jako całość oraz nowy centralny dworzec kolejowy San Fernando, zmieniając jego nazwę na San Fernando-Bahía Sur.